# Grand Prix Formule 1 van Frankrijk 1968
De Grand Prix Formule 1 van Frankrijk 1968 werd gehouden op 7 juli op het circuit van Rouen-les-Essarts in Orival. Het was de zesde race van het seizoen.

## Uitslag
| Pos. | Nr. | Coureur              | Constructeur  | Rondes | Tijd / Oorzaak uitval | Grid | Punten |
| ---- | --- | -------------------- | ------------- | ------ | --------------------- | ---- | ------ |
| 1    | 26  | Jacky Ickx           | Ferrari       | 60     | 2:25:40.9             | 3    | 9      |
| 2    | 16  | John Surtees         | Honda         | 60     | + 1:58.6              | 7    | 6      |
| 3    | 28  | Jackie Stewart       | Matra-Ford    | 59     | + 1 Ronde             | 2    | 4      |
| 4    | 30  | Vic Elford           | Cooper-BRM    | 58     | + 2 Rondes            | 17   | 3      |
| 5    | 8   | Denny Hulme          | McLaren-Ford  | 58     | + 2 Rondes            | 4    | 2      |
| 6    | 36  | Piers Courage        | BRM           | 57     | + 3 Rondes            | 14   | 1      |
| 7    | 22  | Richard Attwood      | BRM           | 57     | + 3 Rondes            | 12   |        |
| 8    | 10  | Bruce McLaren        | McLaren-Ford  | 56     | + 4 Rondes            | 6    |        |
| 9    | 6   | Jean-Pierre Beltoise | Matra         | 56     | + 4 Rondes            | 8    |        |
| 10   | 24  | Chris Amon           | Ferrari       | 55     | + 5 Rondes            | 5    |        |
| 11   | 34  | Jo Siffert           | Lotus-Ford    | 54     | + 6 Rondes            | 11   |        |
| NC   | 20  | Pedro Rodriguez      | BRM           | 53     | Niet geklasseerd      | 10   |        |
| NF   | 2   | Jochen Rindt         | Brabham-Repco | 45     | Brandstoflek          | 1    |        |
| NF   | 4   | Jack Brabham         | Brabham-Repco | 15     | Brandstofpomp         | 13   |        |
| NF   | 12  | Graham Hill          | Lotus-Ford    | 14     | Aandrijving           | 9    |        |
| NF   | 32  | Johnny Servoz-Gavin  | Cooper-BRM    | 14     | Ongeluk               | 15   |        |
| NF   | 18  | Jo Schlesser         | Honda         | 2      | Dodelijk ongeluk      | 16   |        |
| NS   | 14  | Jackie Oliver        | Lotus-Ford    |        | Ongeluk               |      |        |

## Statistieken
| Pole-position | Jochen Rindt    | Brabham-Repco | 1:56.1 |
| Snelste ronde | Pedro Rodriguez | BRM           | 2:11.5 |

## Noot
- Dit was het debuut van de Britse coureur Vic Elford.
- Eerste pole position voor Jochen Rindt en voor een Oostenrijkse coureur.
- Eerste snelste ronde voor Pedro Rodríguez en voor een Mexicaanse coureur.
- Tiende podiumplaats voor Jackie Stewart.
- Eerste rondes als raceleider en Grand Prix-winst voor Jacky Ickx. Tevens de eerste Grand Prix-winst voor een Belgische coureur.

1906 · 1907 · 1908 · 1912 · 1913 · 1914 · 1921 · 1922 · 1923 · 1924 · 1925 · 1926 · 1927 · 1928 · 1929 · 1930 · 1931 · 1932 · 1933 · 1934 · 1935 · 1936 · 1937 · 1938 · 1939 · 1947 · 1948 · 1949 · 1950 · 1951 · 1952 · 1953 · 1954 · 1956 · 1957 · 1958 · 1959 · 1960 · 1961 · 1962 · 1963 · 1964 · 1965 · 1966 · 1967 · 1968 · 1969 · 1970 · 1971 · 1972 · 1973 · 1974 · 1975 · 1976 · 1977 · 1978 · 1979 · 1980 · 1981 · 1982 · 1983 · 1984 · 1985 · 1986 · 1987 · 1988 · 1989 · 1990 · 1991 · 1992 · 1993 · 1994 · 1995 · 1996 · 1997 · 1998 · 1999 · 2000 · 2001 · 2002 · 2003 · 2004 · 2005 · 2006 · 2007 · 2008 · 2018 · 2019 · 2021 · 2022